# Heiner Hinrichs
Heiner Hinrichs (* 23. August 1937 in Wolfen; † 21. November 2021 in Stralsund) war ein deutscher Architekt und Bauingenieur.

## Leben
Hinrichs war als Bauleiter im Kombinat WBK 2 in Halle tätig. 1964/65 erstellte er in Rekordzeit von nur 17 Monaten das Interhotel in Halle. Mit 27 Jahren wurde er von der Kombinatsleitung zum Oberbauleiter für Sonderaufgaben in Halle-Neustadt berufen und betreute als jüngster Bauleiter der DDR-Geschichte den Bau von Halle-Neustadt. Er realisierte vor allem die Zweckbauten in der DDR-Planstadt, vor allem die Schwimmhalle, Zentralpolikliniken, Kaufhallen, Kindergärten und den sogenannten „Treff“.
Insbesondere baute er mit Herbert Müller, dem Erfinder der Hyperbolische Paraboloidschale (HP-Schale), stahlbewehrte Flächentragwerke aus Beton.
Heiner Hinrichs starb im Alter von 84 Jahren in Stralsund.

## Filmografie
- Heiner Hinrichs – Protokoll eines Charakters, Regie: Bernhard Thieme, 52 Min., Schwarz-Weiß, Dokumentarfilm, DEFA-Studio für Dokumentarfilme, 1969[4]
- Im Dreieck, Regie: Uwe Mann, 88 Min., Dokumentarfilm, 42film Verleih (DVD), 2014[5]